# نوکیا ۶۳۱۰

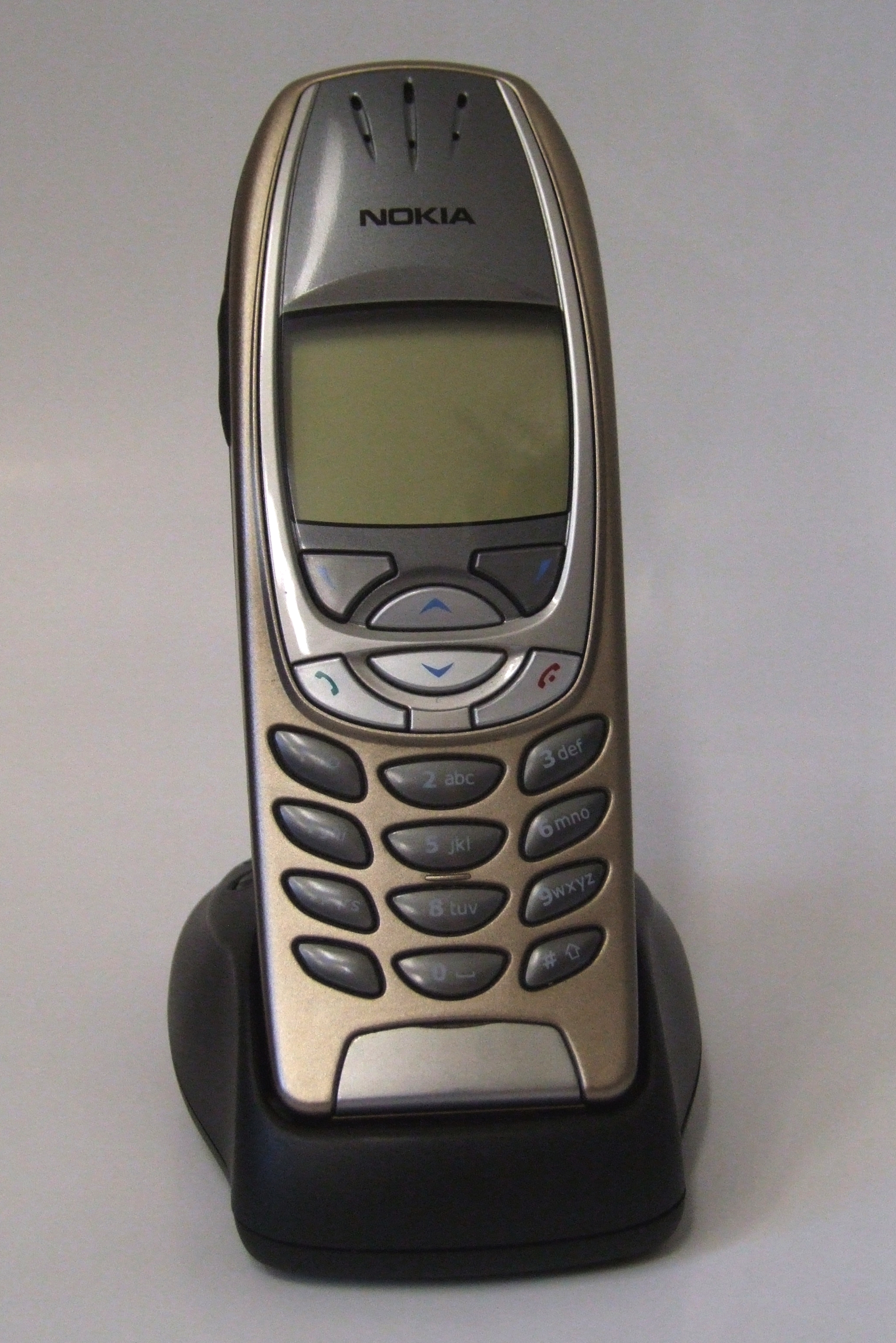
Nokia 6310 - نوکیا ۶۳۱۰

نوکیا ۶۳۱۰ یک‌نمونه از گوشی‌های تلفن همراه سری ۶۰۰۰ شرکت نوکیا می‌باشد که توسط همین شرکت به بازار عرضه شده‌است.